# Viejas Arena
Viejas Arena at Aztec Bowl, ou apenas Viejas Arena, é um ginásio dos Estados Unidos localizado em San Diego, Califórnia, dentro das dependências da Universidade Estadual de San Diego. É a casa do time de basquete da NCAA, San Diego State Aztecs.
Foi inaugurado em 24 de julho de 1997 como Cox Arena. Em 17 de março de 2009 foi renomeado para Viejas Arena após um acordo de naming rights com o Grupo Kumeyaay Viejas, um grupo político de índios presente no estado da Califórnia.
Além de partidas de basquete, o ginásio também costuma receber apresentações musicais. Diversas bandas e artistas, como RBD, Kiss, Green Day, Muse, Pearl Jam, Linkin Park, Blink-182, Foo Fighters, Lady Gaga, Gorillaz, Metallica, Fleetwood Mac, The Smashing Pumpkins e Florence and the Machine, entre outros, já se apresentaram no local.